# Asterocyclina
Asterocyclina es un género de foraminífero bentónico de la familia Asterocyclinidae, de la superfamilia Nummulitoidea, del suborden Rotaliina y del orden Rotaliida. Su especie tipo es Calcarina? stellata. Su rango cronoestratigráfico abarca desde el Thanetiense (Paleoceno superior) el Priaboniense (Eoceno superior).

## Clasificación
Se han descrito numerosas especies de Asterocyclina. Entre las especies más interesantes o más conocidas destacan:
- Asterocyclina speighti
- Asterocyclina stellata

Un listado completo de las especies descritas en el género Asterocyclina puede verse en el siguiente anexo.
En Asterocyclina se ha considerado el siguiente subgénero:
- Asterocyclina (Actinoplicata), también considerado como género Actinoplicata, pero considerado nomen nudum